# Gabriel von Salamanca-Ortenburg

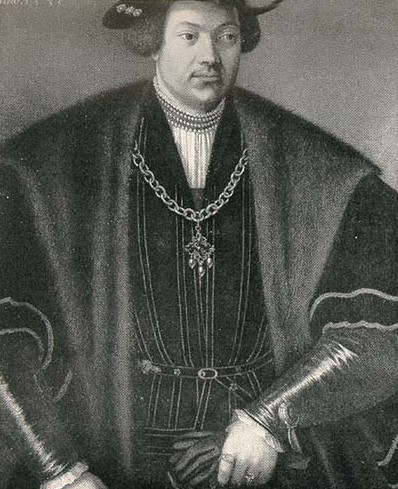
Gabriel von Salamanca-Ortenburg

Gabriel von Salamanca-Ortenburg (* 17. März 1489; † 12. Dezember 1539 in Ensisheim) war von 1521 bis 1526 Generalschatzmeister und Hofkanzler unter Erzherzog Ferdinand von Österreich und führte ab 1524 den Titel eines Grafen von Ortenburg.

## Leben
Gabriel Salamanca war ein aus dem spanischen Burgos stammender Abkömmling eines reichen Handelshauses. Sein mutmaßliches Geburtsdatum ist in einem zeitgenössischen Geburtshoroskop überliefert.
Er arbeitete ab 1514 für die Staatskanzlei Kaiser Maximilians I. und wurde wenige Jahre darauf ein enger Vertrauter des jungen, ebenfalls aus Spanien stammenden Ferdinand, der im Wormser Erbteilungsvertrag 1521 die „niederösterreichischen“ Länder, nämlich das Erzherzogtum Österreich, die Steiermark, Kärnten, Krain und Tirol erhalten hatte und später seinem Bruder Karl V. auf den Kaiserthron folgen sollte. In seinen ersten Regierungsjahren knüpfte Ferdinand I. an das von seinem Großvater Maximilian I. geschaffene Amt des Generalschatzmeisters an und setzte 1521 Salamanca als Generalschatzmeister und Hofkanzler ein.
Dessen Maßnahmen zur Sanierung des Staatshaushalts schlugen jedoch fehl, da die Operationen des fremden Geschäftsmanns beim österreichischen Adel auf Ablehnung stießen, die dem Spanier zudem den starken Einfluss auf den Erzherzog neideten.
In raschem Aufstieg hatte Salamanca sich zum allgewaltigen Ratgeber des österreichischen Landesfürsten und zu einer gesellschaftlichen Stellung emporgeschwungen, die schließlich in der Verehelichung mit einer Angehörigen des höchsten Adels ihren pompösen Ausdruck fand.
Als Herr von Ehrenberg in Tirol, auf Freyenstein und Karlsbach in Niederösterreich stieg Salamanca bald zum Baron auf, am 10. März 1524 wurde er von Ferdinand mit der Grafschaft Ortenburg belehnt. Stammsitz der ausgedehnten und reichen Grafschaft in Oberkärnten war die Ortenburg, die Salamanca kurz zuvor von Kaiser Karl V. erhalten hatte. Dies führte zu einem Konflikt mit Graf Christoph von Ortenberg, welcher auf die Grafschaft Erbansprüche hegte. Zu diesem Zeitpunkt noch unverheiratet, wurde er von Ferdinand zu einer standesgemäßen Heirat gedrängt und ehelichte daraufhin am 20. Juli 1523 Gräfin Elisabeth von Eberstein.
Von den österreichischen Ständen heftig angefeindet, musste er am 3. Mai 1526 seine Ämter am habsburgischen Hof aufgeben, behielt aber seine Besitzungen bei. Nachdem seine erste Gattin früh gestorben war, heiratete er 1533 die Markgrafentochter Elisabeth von Baden-Durlach (1516–1568). Anstelle der Ortenburg plante er die Errichtung eines neuen Herrschaftssitzes im nahen Markflecken Spittal. Er beauftragte italienische Baumeister mit der Planung und dem Bau eines Prunkschlosses, dem heutigen Schloss Porcia, an dem allerdings fast 70 Jahre gebaut wurde, so dass es der ursprüngliche Bauherr Gabriel von Salamanca-Ortenburg, der 1539 in Ensisheim, einer habsburgischen Enklave im Elsass, verstarb, nie bewohnt hat. Ebenfalls auf seinen Auftrag hin wurde das Palais Porcia in Wien errichtet.